# Wiener Gebietskrankenkasse

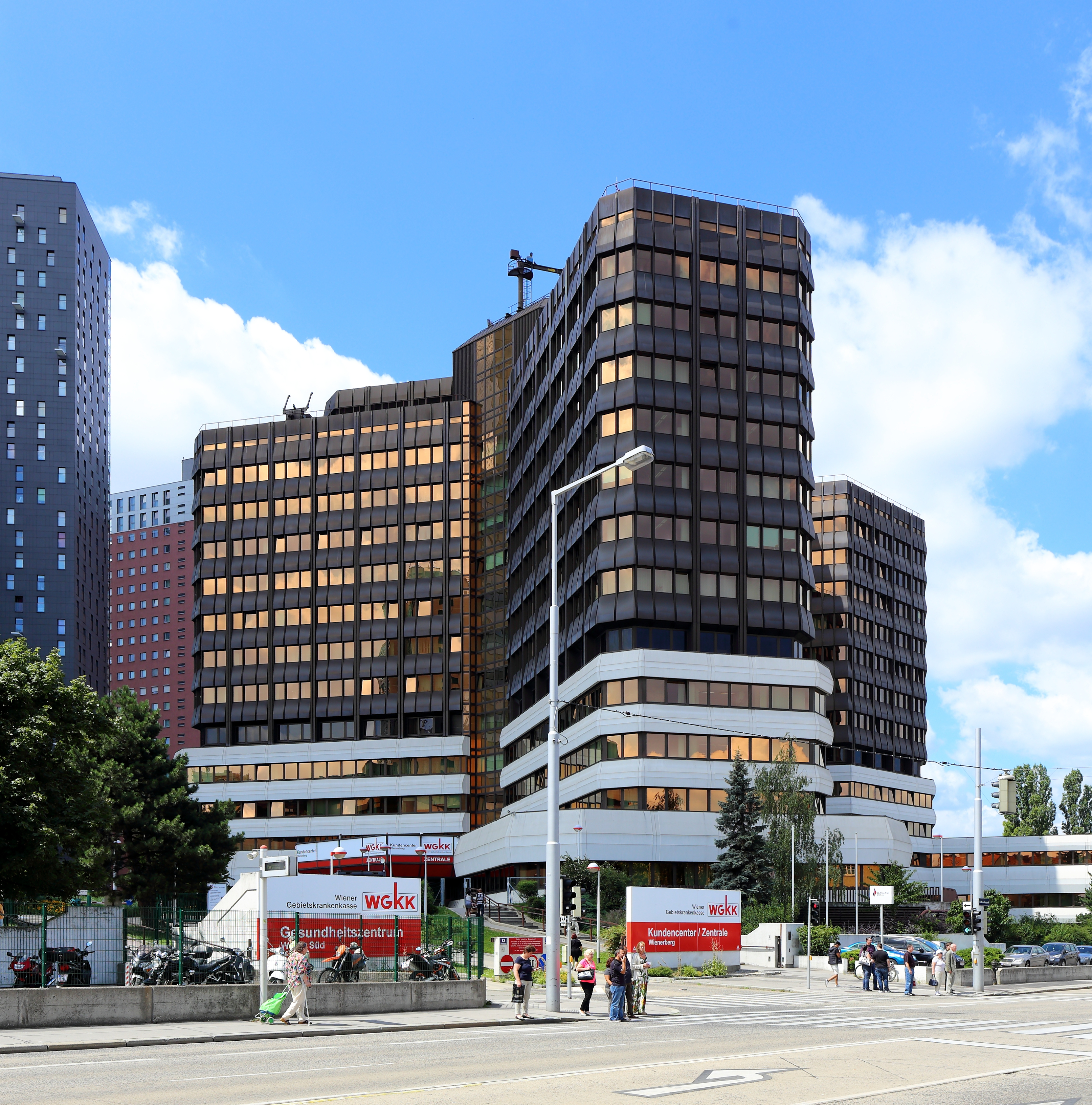
Zentrale der Wiener Gebietskrankenkasse in der Wienerbergstraße im 10. Bezirk

Die Wiener Gebietskrankenkasse (WGKK) war die Gebietskrankenkasse von Wien und Teil des österreichischen Sozialversicherungssystems. Ihre historische Wurzeln reichen bis 1868 zurück, im eigentlichen Sinne gibt es sie seit 1926/27 für die Arbeiter und seit 1938/39 inklusive der Angestellten. Am 1. Jänner 2020 wurde die WGKK mit den anderen acht österreichischen Gebietskrankenkassen und den vier Betriebskrankenkassen Kapfenberg, Mondi Business Paper, Voestalpine Bahnsysteme und Zeltweg zur Österreichischen Gesundheitskasse fusioniert.

## Geschichte
Am 8. Dezember 1867 beziehungsweise 15. Dezember 1867 wurde der Arbeiterbildungsverein Gumpendorf in Wien-Mariahilf gegründet, nachdem im gleichen Jahr unter Kaiser Franz Josef ein liberales Vereinsgesetz erlassen wurde. Dieser Verein betrieb auch praktische Sozialpolitik und gründete im Jänner 1868 die „Allgemeine Arbeiter-Kranken- und Invalidenunterstützungskasse“. Weil die Invalidenabteilung der selbstverwalteten Kasse nicht genügend Erfolg hatte, erfolgte in den 1870er-Jahren die Umbenennung in „Allgemeine Arbeiter-Kranken- und Unterstützungskasse“.
Am 30. März 1888 wurde das Gesetz betreffend der Krankenversicherung der Arbeiter beschlossen, wodurch die Vereinskassen und Selbstverwaltung Teil des staatlichen Systems wurden. Die Statuten der Allgemeine Arbeiter-Kranken- und Unterstützungskasse dienten der erkämpften Pflichtversicherung als Grundlage. Das Gesetz sah vor, dass für jeden Gerichtssprengel eine eigene Bezirkskrankenkasse zu errichten sei, dass aber die politischen Behörde auch für mehrere Gerichtsbezirke eines Landes eine gemeinsame Kasse errichten könne und es entstanden die Wiener und die Floridsdorfer Bezirkskrankenkasse. Am 30. November 1890 fand die Konstituierung des Wiener Kassenverbandes statt. Im Jahr 1892 hatte dieser 96.361 Mitglieder und zwanzig Jahre später 175.697 Mitglieder. Um 1900 gab es rund 100 Genossenschaftskrankenkassen. Das Kassenkonzentrationsgesetz vom 6. Februar 1919 hatte unter anderem eine Auflösung kleinerer, leistungsschwächerer Kassen sowie eine Vereinheitlichung des Kassenwesens zum Ziel. 1926 gab es 42 Kassen in Wien. Im Dezember 1926 wurde ein Krankenkassenorganisationsgesetz für Angestellte und am 1. April 1927 für Arbeiter erlassen, die die Vereinheitlichung des Kassenwesens und eine Neuregelung der Selbstverwaltung mit dem Ziel Einheitskasse vorsah. Im Anschluss schlossen sich die Wiener und die Floridsdorfer Bezirkskrankenkasse, die Allgemeine Arbeiter-Kranken- und Unterstützungskasse sowie die noch bestehenden rund zwei Dutzend Genossenschaftskrankenkassen zusammen und im Jahr 1928 erfolgte die Umbenennung in „Arbeiter-Krankenversicherungskasse Wien“.
Nach dem Anschluss Österreichs wurde 1939 der Name in „AOK-Wien“ (Allgemeine Ortskrankenkasse Wien) abgeändert und das deutsche Sozialversicherungsrecht eingeführt. In diesem Zuge kam es auch erstmals zu einer Einheitskasse, die sowohl die versicherungspflichtigen Arbeiter als auch Angestellten erfasste. Nach dem Ende des Zweiten Weltkrieges erfolgte die Umbenennung in „Wiener Gebietskrankenkasse für Arbeiter und Angestellte“ und im Jahr 1947 wurde auf Basis des Sozialversicherungs-Überleitungsgesetzes vom 12. Juni 1947 unter anderem die Selbstverwaltung wieder eingeführt, nachdem sie vom Ständestaat 1934 aufgehoben wurde.
Am 9. September 1955 wurde das Allgemeine Sozialversicherungsgesetz (ASVG) beschlossen, welches am 1. Jänner 1956 in Kraft trat, wodurch auch das Gebietskrankenkassenwesen grundlegend verändert wurde.
Von 1997 bis 2009 war Franz Bittner Obmann der WGKK, 2009 folgte ihm Ingrid Reischl als Obfrau der WGKK nach. Im Juli 2019 wurde Alois Bachmeier zum Obmann der WGKK gewählt.

## Verwaltungszentralen
Am 4. Mai 1927 wurde das von der k.k. privilegierte Allgemeinen Verkehrsbank nach Plänen von Friedrich Schachner und Josef Pokorny errichtete Bankgebäude in der Wipplingerstraße 28 angekauft, adaptiert und am 4. Juni 1928 als Verwaltungszentrale bezogen.
Nachdem das Architektenduo Thomas Reinthaller und Franz Requat bereits von 1974 bis 1975 das Ambulatorium Süd in der Wienerbergstraße errichteten, bauten sie von 1977 bis 1981 direkt westseitig davon eine neue Verwaltungszentrale für die WGKK, die am 15. Oktober 1981 eröffnet wurde.

## Online-Services
Auf der Website der WGKK können Informationen wie Adressänderungen und Datenschutz-Kontaktformulare auch ohne Login in Anspruch genommen werden. Die Online-Formulare werden von dem österreichischen IT-Unternehmen aforms zur Verfügung gestellt.